# Maximilian von Schade
Maximilian Freiherr von Schade (* 28. April 1792 auf Schloss Ahausen, Finnentrop; † 1870 auf Schloss Crassenstein, Beckum) war ein deutscher Verwaltungsjurist und preußischer Landrat.

## Leben
Maximilian Freiherr von Schade entstammt der ritterbürtigen und stiftsfähigen westfälischen Adelsfamilie Schade. Seine Eltern waren Maximilian Friedrich Freiherr von Schade und Antonetta Helene Philippine Franziska Maria Freifrau von Schade geb. von Weichs.
An der Westfälischen Wilhelms-Universität Münster, der Universität Gießen und der Ruprecht-Karls-Universität Heidelberg studierte er Rechtswissenschaften. Im Oktober 1813 meldete er sich freiwillig bei den großherzoglich hessischen Jägern und wurde im März 1814 zum Kapitän ernannt. Seine Entlassung aus dem hessischen Militärdienst war am 7. August 1814. Am 14. November 1818 war er Hauptmann im 2. Arnsberger Landwehr-Regiments. Bei der Bezirksregierung Arnsberg erhielt er 1817 seine Ernennung zum Regierungsreferendar und wurde am 18. Januar 1820 mit der kommunalen Verwaltung des Landratsamts Lippstadt beauftragt. Seine Prüfung zum Landrat bestand er mit „gut“, so dass er am 8. November 1821 definitiv zum Landrat des Kreises Lippstadt ernannt wurde. Am 11. März 1857 wurde er aus Altersgründen aus dem Staatsdienst entlassen. Da er unverheiratet starb, erbte sein Großneffe Maximilian von Schade-Ahausen genannt von Rump Schloss  Ahausen.

## Ehrungen
- preußischer Roter Adlerorden IV. Klasse
- Geheimer Regierungsrat